# Elecciones a los concejos de Navarra
Las elecciones a los concejos de Navarra son las elecciones en las que los habitantes de cada concejo de Navarra eligen al presidente del concejo o a la junta del concejo. Se celebran cada cuatro años, coincidiendo con las elecciones municipales. En Navarra (España) un concejo es una división administrativa de carácter local y de ámbito inferior al municipio. Las últimas elecciones a los concejos de Navarra se celebraron en 2023.

## Legislación
La Ley Foral 12/1991, de 16 de marzo, es la ley reguladora del proceso electoral de los concejos de Navarra. Los concejos son, en la Comunidad Foral, entidades administrativas dentro de un municipio. La mayoría de los municipios navarros son simples, es decir, no tienen una división administrativa ulterior de este tipo; pero muchos de ellos sí que cuentan con un determinado número de concejos en los que se celebran este tipo de elecciones locales. Las elecciones a los concejos son convocadas por el Gobierno de Navarra.

## Concejo abierto
Cuando la población de un concejo está entre 16 y 50 habitantes, el gobierno del concejo se realiza en régimen de concejo abierto. El concejo abierto está compuesto por un presidente y a una asamblea vecinal formada por todos los inscritos en el censo electoral.
Para la elección del presidente del concejo abierto se vota mediante escrutinio mayoritario uninominal. El candidato que obtiene el mayor número de votos es proclamado presidente electo. Para poder presentar candidatura a presidente del concejo abierto es necesario presentar las firmas de al menos el diez por ciento de los inscritos en el censo electoral.

## Junta
Cuando la población de un concejo es superior a 50 habitantes, el gobierno del concejo se realiza mediante una junta. Las juntas están compuestas por un presidente y cuatro vocales.
Para la elección de los miembros de la junta se vota mediante escrutinio mayoritario plurinominal parcial. Con este sistema de listas abiertas cada elector puede emitir hasta un voto menos que el número de miembros que se eligen. Este es el mismo sistema electoral que se utiliza en el Senado de España. Así, cada elector puede dar su voto a un máximo de cuatro candidatos, y es proclamado presidente electo el candidato que obtenga mayor número de votos. Los cuatro candidatos que, tras el presidente, obtengan mayor número de votos, son proclamados vocales.
Para poder presentar candidatos a presidente y vocales de junta es necesario presentar las firmas de al menos el uno por ciento de los inscritos y al menos diez inscritos.